# Thuidium undulatifolium
Thuidium undulatifolium är en bladmossart som beskrevs av Kyuichi Sakurai 1943. Thuidium undulatifolium ingår i släktet tujamossor, och familjen Thuidiaceae. Inga underarter finns listade i Catalogue of Life.